# (12501) Nord
(12501) Nord (1998 FL66) – planetoida z pasa głównego asteroid okrążająca Słońce w ciągu 3,56 lat w średniej odległości 2,33 j.a. Odkryta 20 marca 1998 roku.